# Liste der Einträge im National Register of Historic Places im Osage County (Missouri)

Lage des Osage County in Missouri

Die Liste der Einträge im National Register of Historic Places im Osage County in Missouri führt die Bauwerke und historischen Stätten im Osage County auf, die in das National Register of Historic Places aufgenommen wurden.

## Legende
| NRHP | Historic Place    |
| HD   | Historic District |

## Aktuelle Einträge
| [ 3 ] | Name                                                 | Bild                                      | Eintragsdatum        | Lage | Ort                        | Beschreibung |
| ----- | ---------------------------------------------------- | ----------------------------------------- | -------------------- | --- | -------------------------- | ------------ |
| 1     | Bonnots Mill Historic District                       |                                           | 1993 ID-Nr. 92001738 | Old Mill Road, Riverside Drive, Highwater Road, Iris Avenue, Wildwood Lane, Highway A, Main Street, Short Street und Church Hill Street 38° 34′ 38″ N, 91° 57′ 47″ W | Bonnots Mill               |              |
| 2     | Chamois Public School                                |                                           | 2003 ID-Nr. 03000295 | 402 South Main Street 38° 40′ 23″ N, 91° 46′ 6″ W | Chamois                    |              |
| 3     | Dauphine Hotel                                       | Dauphine Hotel                            | 1980 ID-Nr. 80002386 | Abseits der MO A 38° 34′ 44″ N, 91° 57′ 51″ W | Bonnots Mill               |              |
| 4     | Huber's Ferry Farmstead Historic District            | Huber's Ferry Farmstead Historic District | 1999 ID-Nr. 98001609 | Einmündung des US 50 in den US 63 38° 29′ 27″ N, 92° 0′ 23″ W | östlich von Jefferson City |              |
| 5     | Osage County Poorhouse                               | Osage County Poorhouse                    | 1998 ID-Nr. 98000038 | Rund 800 m südlich von Linn an der MO 621 38° 28′ 45″ N, 91° 51′ 18″ W                                                                                               | Linn                       |              |
| 6     | Sacred Heart Catholic Church and Parsonage           |                                           | 1982 ID-Nr. 82003155 | SR U 38° 23′ 49″ N, 91° 52′ 53″ W | Rich Fountain              |              |
| 7     | St. Joseph Church                                    | St. Joseph Church                         | 1972 ID-Nr. 72000726 | Main Street 38° 26′ 28″ N, 91° 59′ 45″ W | Westphalia                 |              |
| 8     | Alvah Washington Townley Farmstead Historic District |                                           | 1999 ID-Nr. 99000937 | 304 South Market Street 38° 40′ 25″ N, 91° 46′ 10″ W | Chamois                    |              |
| 9     | Dr. Enoch T. and Amy Zewicki House                   | Dr. Enoch T. and Amy Zewicki House        | 2002 ID-Nr. 02000121 | 402 East Main Street 38° 29′ 6″ N, 91° 51′ 2″ W | Linn                       |              |